# Preispolitik
Als Preispolitik (oder Preismanagement; englisch pricing) werden alle Maßnahmen eines Wirtschaftssubjektes bezeichnet, die unter Beachtung der vorgegebenen Ziele eine Beeinflussung der Preise zum Inhalt haben.

## Allgemeines
Als Wirtschaftssubjekte kommen sowohl Unternehmen als auch der Staat in Betracht. Unternehmen haben bei der Preispolitik ihre Unternehmensziele, der Staat die (ökonomischen) Staatsziele zu beachten. Die Preispolitik umfasst auch die Konditionenpolitik, zu der Boni, Rabatte, Skonti und Absatzfinanzierung gehören.
Damit ein Preis zustande kommt, müssen sich Anbieter und Nachfrager einigen; dabei tritt der Anbieter mit einer Preisforderung an den Markt, der Nachfrager mit einem Preisgebot. Demnach bedeutet Preispolitik Herbert Jacob zufolge, die im Hinblick auf die Unternehmensziele richtigen Preisforderungen und/oder Preisgebote zu bestimmen. Dabei müssen im Unternehmen bei der Beschaffung die richtigen Preisgebote und im Vertrieb die richtigen Preisforderungen gefunden werden.
Die Preispolitik gehört zu den risikoreichsten Instrumenten der Vertriebspolitik, weil Ungewissheit über die Reaktionen der Konkurrenten und Kunden besteht. Wettbewerbsrechtlich ist der Preisbildungs-Spielraum kaum eingeschränkt. Dem Unternehmer steht es nach ständiger Rechtsprechung des BGH im Rahmen der geltenden marktwirtschaftlich orientierten Wirtschaftsordnung grundsätzlich frei, seine Preisgestaltung in eigener Verantwortung vorzunehmen und auch Verkäufe unter dem Einstandspreis durchzuführen, sofern nicht besondere, die Sittenwidrigkeit eines solchen Verhaltens begründende Umstände hinzutreten.

## Unternehmen
Auf umkämpften Märkten mit starkem Preiswettbewerb geraten Unternehmen schnell in ein preispolitisches Dilemma, denn eine Preiserhöhung lässt zwar die Gewinnmarge wachsen, aber das Absatzvolumen sinken, was umgekehrt auch für die Preissenkung gilt. Es muss mithin geklärt werden, ob eine Preisveränderung zur Gewinnmaximierung beiträgt. Im von E. Jerome McCarthy entwickelten Marketing-Mix ist die Preispolitik eine der effizientesten Organisationsmittel.
Die Preispolitik bildet einen Teilbereich der Vertriebspolitik, gestützt einerseits auf die innerbetriebliche Kostenrechnung und Preiskalkulation, andererseits auf die Ergebnisse der Marktforschung. Vorausgesetzt wird, dass der Marktpreis überhaupt durch ein Unternehmen mit Hilfe der Preisgestaltung beeinflussbar ist (Preis als Aktionsparameter): das ist lediglich bei einem unvollkommenen Markt möglich. Auf einem vollkommenen Markt dagegen ist der Preis durch ein Unternehmen nicht beeinflussbar, er ist ein Datenparameter.
Nur auf unvollkommenen Märkten bestehen Möglichkeiten der Preisdifferenzierung:
- räumlich und sachlich nach Vertriebsregionen (Norddeutschland/Süddeutschland, Westdeutschland/Ostdeutschland, Inland/Ausland), Käuferschichten (Billigsortimente für Schnäppchenjäger, Mittelschicht mit den Smart Shoppern, Luxusgüter für Qualitätskäufer), Verkaufsmengen (Großabnehmer) oder Produktqualitäten;
- zeitlich nach Jahreszeiten (Saisonartikel, Haupt- und Nebensaison, Mode), Tageszeiten (Happy Hour), Konjunkturlage;
- im Hinblick auf die Nachfrageelastizität: bei vollkommen elastischer Nachfrage wirken sich Preisänderungen durch unendliche Änderungen des Absatzvolumens aus.

Inwieweit der Preis das Absatzvolumen beeinflusst, wird durch die Preiselastizität gemessen.
Die Preispolitik hängt auch von der Marktform (monopolistische, oligopolistische oder polypolistische Preispolitik) ab. Der Monopolist wendet eine autonome Marktstrategie an, welche die Reaktion anderer Marktteilnehmer nicht berücksichtigen muss (Monopolpreise). Im Oligopol können die wenigen Anbieter den Preis lediglich als Reaktionsparameter einsetzen, im Polypol herrscht die größte Wettbewerbsintensität mit hohem Preiswettbewerb; der Preis ist Datenparameter.
Einem Unternehmen stehen zudem Preisgrenzen zur Verfügung, insbesondere Preisuntergrenzen (kurzfristige und langfristige), die beim Betriebsminimum bzw. Betriebsoptimum liegen. Sie ergeben sich aus der Kostenrechnung und Preiskalkulation und hängen davon ab, ob lediglich die variablen Kosten oder die Fixkosten durch den Preis gedeckt werden sollen. Preisführerschaft schließlich ist eine Wettbewerbsstrategie, welche durch die Weitergabe von Kostenvorteilen an die Güternachfrage gekennzeichnet ist und Konkurrenten dazu zwingt, sich an den Preis anzupassen.
Instrumente der Preispolitik sind der Preis, Preisnachlässe (Boni, Rabatte, Skonti), Zahlungsbedingungen (Absatzfinanzierung) und Lieferbedingungen (Lieferantenkredit). Die Markttransparenz nimmt ab, wenn nicht nur der Preis, sondern alle Instrumente zum Einsatz kommen. Ziel der Preispolitik ist die Ermittlung des gewinnmaximalen Angebotspreises.

### Kostenorientierte Preispolitik oder Preisuntergrenze
Bei Produktionsunternehmen basiert die Preisuntergrenze auf der Teilkostenrechnung oder der Vollkostenrechnung, welche insbesondere die Produktions- und Materialkosten berücksichtigen. Zu beachten ist, dass zumindest die variablen Kosten für das Produkt, wie z. B. Materialkosten, Stundenlohn und Energieverbrauch, gedeckt werden. Dies ist die kurzfristige Preisuntergrenze. In diesem Fall ist der Deckungsbeitrag gleich null.
Werden sowohl die variablen als auch die fixen Kosten (z. B. Raummiete, Abschreibungen für Maschinen, Lagerräume) durch den Preis gedeckt, ist von der langfristigen Preisuntergrenze die Rede. Die langfristige Preisuntergrenze kennzeichnet die Gewinnschwelle, bei der die Gesamtkosten gedeckt sind und der Gewinn null beträgt. Mit der kostenorientierten Preispolitik wird also nicht etwa die Höhe des zu verlangenden Preises festgelegt, sondern sie ist die Grundlage für die Entscheidung, ob sich die Produktion und/oder der Vertrieb des Gutes überhaupt lohnt.
Bei Handelsunternehmen, die mitunter für Tausende von Artikeln im Sortiment Verkaufspreise kalkulieren und ggf. kurzfristig revidieren müssen, liegt die Problematik anders. Im Handel lassen sich weder sämtliche Kosten verursachungsgerecht und zeitlich exakt jedem einzelnen Artikel zurechnen noch existiert die o. g. kurzfristige Preisuntergrenze. Selbst der Einstandspreis einer Ware, der kalkulatorisch eine Signalwirkung hat und bei dem kein Deckungsbeitrag mehr erwirtschaftet wird – bei seinem Unterschreiten spricht man umgangssprachlich von „Verlustartikeln“ –, kann kurzfristig unterschritten werden. Anlässe für eine solche eher taktische als strategische Preispolitik sind z. B. Sonderangebot, Reaktion auf Konkurrenzpreise, Lagerräumung oder gezielte „Kampfpreis“-Aktionen. Einbußen aus Artikeln ohne Deckungsbeitrag (Ausgleichsnehmer) müssen durch höher kalkulierte Artikel (Ausgleichsträger) kompensiert werden.

### Marktorientierte Preispolitik oder optimale Preisfindung
Die marktorientierte Preisfindung orientiert sich sowohl an den Preisen der Konkurrenzunternehmen als auch am Verhalten der Nachfrager. Sie hat gewöhnlich das Ziel der Gewinnmaximierung. Es gibt Ausnahmen, wenn beispielsweise ein Konkurrent aus dem Markt gedrängt (Verdrängungswettbewerb) oder ein neues Produkt eingeführt werden soll (Markteinführung). Um den gewinnmaximalen Preis zu bestimmen, müssen sowohl die Marktform (Monopol, beschränktes Monopol etc.) berücksichtigt, das Verhalten der Konkurrenten analysiert als auch eine intensive Absatzforschung betrieben werden.
Dies kann je nach Markt zu sehr unterschiedlichen Preisstrategien führen. Ein wichtiges Hilfsmittel dabei ist die Preiselastizität der Nachfrage und des Angebots. Allgemein gilt, dass der (niedrige) Preis bei den Kunden eine „unechte“ Präferenz (Vorliebe) bildet. Steigt der Preis und ist ein Mitbewerber günstiger, wechselt der Kunde zum günstigeren Anbieter. Anhand der Preiselastizität der Nachfrage kann ermittelt werden, in welchem Ausmaß Kunden auf unterschiedliche Preisänderungen reagieren. Ist die Elastizität niedrig, können die Preise relativ stark variiert werden, ohne dass die Kunden übermäßig reagieren, d. h. bei Preiserhöhungen wandern kaum Kunden ab. In diesem Fall besteht eine „echte“ Präferenz, die den Kunden veranlasst, trotz gestiegenem Preis dem betreffenden Anbieter treu zu bleiben.
Die Existenz von Präferenzen hebt auch die Einheitlichkeit des Marktpreises auf. Käufer, die eine bestimmte Marke bevorzugen, sind bereit, einen höheren Preis als für vergleichbare Konkurrenzleistungen zu bezahlen. Der sich daraus ergebende preispolitische Spielraum (monopolistischer Bereich) ist kennzeichnend für unvollkommene Märkte.
Im Rahmen der marktorientierten Preispolitik spielt die Messung der Zahlungsbereitschaft der Konsumenten eine wichtige Rolle für die Preisfindung.

### Spezialfälle und Erweiterung
Als Spezialfälle der marktgerichteten Preispolitik gelten die Preisdifferenzierung und die Preisbündelung. Um Preisbündelung handelt es sich, wenn durch einen Anbieter mehrere unterschiedliche Produkte oder Dienstleistungen als Gesamtpaket zu einem einheitlichen Preis angeboten werden. Nach Heribert Meffert gehört zur Preispolitik auch die kundenspezifische Gestaltung der Leistungs- und Zahlungsbedingungen.
Eine Besonderheit stellt die Preispolitik im Handel dar. Sie ist grundsätzlich absatz- und beschaffungsmarktorientiert. Die Preispolitik des Handels ist, anders als die industrielle Preispolitik, regelmäßig nicht auf die optimale Bestimmung des Verkaufspreises jedes Artikels beschränkt, sondern auf die Bestimmung von Einstands- und Verkaufspreis jedes Artikels gerichtet, mithin tendenziell auf eine Optimierung der Handelsspannen. Wegen der vielfältigen Ware-Dienstleistungs-Kombinationen jedes Sortiments kann ein Handelsunternehmen die so genannte Ausgleichs- oder Mischkalkulation anwenden, d. h. bei einzelnen Artikeln die Verkaufspreise sogar unter Einstandspreis festlegen, wenn eine Kompensation durch höhere Spannen bei anderen Artikeln erfolgt. Dies ermöglicht es einem Handelsunternehmen, jederzeit preispolitisch Wettbewerbsimpulse zu setzen (z. B. durch Sonderangebote oder Vergleichspreise), auf Konkurrenzpreise zu reagieren (z. B. durch Kampfpreise oder friedliche Preisanpassung) sowie die preisstrategischen und -taktischen Möglichkeiten der Handelspsychologie (z. B. durch Preisgarantie oder Wecken von Preiserwartungen) auszuschöpfen. Daher besteht für Handelsunternehmen die „Kunst der Kalkulation“ weniger darin, Einkaufs- und Verkaufspreise für jeden einzelnen Artikel zu optimieren, als vielmehr in der Erzielung einer optimalen Preisstruktur für das Sortiment.

## Staat
In marktwirtschaftlichen Systemen überlässt der Staat den Preismechanismus den Märkten. Bei Marktversagen kann er jedoch durch Preiskontrolle, staatliche Preisfestsetzung mit Höchst- oder Mindestpreisen oder durch Preisstopp eingreifen. Dies kann geschehen, um kurzfristig Inflation oder Deflation zu bremsen und/oder Verbraucherschutz zu betreiben. In diesem Sinne ist staatliche Preispolitik die Einflussnahme des Staates in der Marktwirtschaft und bei privatwirtschaftlichen Unternehmen durch Preisfixierung (Mindest-, Höchst- und Festpreise), Überwachung der Preisbildung (Preiskontrolle), Eingriffe in die Preisgestaltung marktbeherrschender Unternehmen (Marktaufsicht), Preisvereinbarungen oder moralische Appelle zur freiwilligen Selbstbeschränkung der Unternehmen beim Preisverhalten.
Darüber hinaus berechnet der Staat (Bund, Länder, Gemeindeverbände und Gemeinden sowie deren Behörden) für eigene Dienstleistungen (etwa im Rahmen der Daseinsvorsorge) Gebühren und Abgaben. Diese sind so genannte administrierte Preise, die am Kostendeckungsprinzip als ökonomischem Staatsziel orientiert werden. Es handelt sich um konkurrenzlose Monopolpreise, oft eingebunden in Tarife (etwa Beförderungstarife).

## Preisstrategien
Bevor ein Produkt oder eine Dienstleistung in den Markt eingeführt wird, ist zu entscheiden, welche Preisstrategie für das Produkt zum Einsatz kommen soll. Der Preisstrategie sollte eine Analyse der Preissensivität der Kunden vorausgehen.
Unterschieden wird meist zwischen Festpreisstrategie, Preiswettbewerbsstrategie und Preisabfolgestrategie:
| Preisstrategie            | Substrategien                                             | Bemerkungen | Strategie-Ziel                                              |
| ------------------------- | --------------------------------------------------------- | --- | ----------------------------------------------------------- |
| Festpreisstrategie        | Hochpreisstrategie Niedrigpreisstrategie Yield Management | hohes Preisniveau etwa bei Luxusgütern, Markenartikeln, Nischenprodukten niedriges Preisniveau etwa bei Massenprodukten, Verdrängungswettbewerb Preisdifferenzierung durch dynamisches Preismanagement etwa bei Fluggesellschaften zur Kapazitätssteuerung | Qualitätsführerschaft Kostenführerschaft Kostenführerschaft |
| Preiswettbewerbsstrategie | Festpreisstrategie                                        | Die Festpreisstrategie wird bei sich verändernder Marktentwicklung angepasst | Preisführerschaft                                           |
| Preisabfolgestrategie     | Abschöpfungsstrategie Penetrationsstrategie               | Begonnen wird mit hohen Preisen, die sukzessive gesenkt werden Begonnen wird mit niedrigen Preisen, die sukzessive erhöht werden | Markteinführung von Produktinnovationen, Markträumung       |

Angesprochen werden jeweils unterschiedliche Zielgruppen, so etwa bei der Hochpreisstrategie die Qualitätskäufer oder der Niedrigpreisstrategie die Schnäppchenjäger.
Festpreisstrategie
- Hochpreisstrategie: Der Preis wird in einem hohen Preisniveau festgesetzt (auch: Hochpreis-Segment, evtl. als Nischenprodukt neben anderen Produkten). Dies kann zum Beispiel durch eine angestrebte Qualitätsführerschaft oder eine Marken-Strategie bedingt sein.
- Niedrigpreisstrategie: Der Preis wird in einem niedrigen Preisniveau festgesetzt. Der Grund hierfür liegt oft in einer angestrebten Kostenführerschaft. Weitere Ziele können sein, die Konkurrenz zu verdrängen, den Kaufwiderstand der Kunden zu brechen und den Preis als Werbeargument zu verwenden, sowie neuer Konkurrenz den Markteintritt zu erschweren.
- Yield Management: Der Preis wird anhand eines dynamischen Preisdifferenzierungsmodells in Abhängigkeit bereits bekannter Nachfragefunktionen ermittelt (dynamisches Preismanagement). Neben der Abschöpfung maximaler Zahlungsbereitschaften dient das Yield Management auch der Kapazitätssteuerung wie bei Fluggesellschaften.

Preiswettbewerbsstrategie
Die Preiswettbewerbsstrategien ähneln den Festpreisstrategien. Der Unterschied besteht darin, dass sich hier der Preis im Lauf der Zeit ändert, die Reihenfolge der Teilnehmer bleibt aber gleich, so dass der Preisführer im Vergleich immer noch den höchsten Preis hat.
Preisführer
- Der Preisführer hat den höchsten Preis im relevanten Markt und den höchsten Marktanteil.
- Preisfolger: Hier wird der Preis dem des Preisführers laufend angepasst. Allerdings befindet sich der Preis des Preisfolgers etwas unterhalb von dem des Preisführers.
- Preiskämpfer: Der Preiskämpfer hat den niedrigsten Preis im relevanten Markt (wird auch als Preisanführer bezeichnet).

Die Preisführerschaft hingegen ist das Streben nach dem niedrigsten Preis mit einer unter Umständen ruinösen Tiefpreisstrategie. Der Preiskämpfer erzielt also die Preisführerschaft, nicht der Preisführer.
Preisabfolgestrategie
Hier wird der Preis im Laufe der Zeit planmäßig verändert. Dabei werden zwei Strategien unterschieden:
- Abschöpfungsstrategie (englisch skimming pricing): Hier wird ein hoher Anfangspreis im Laufe der Zeit sukzessiv gesenkt. Dadurch kann für jede Käufergruppe der maximale Preis abgeschöpft werden und so die Entwicklungskosten amortisiert werden.
- Penetrationsstrategie (englisch penetration pricing): Hier führt ein niedriger Anfangspreis zu starkem Absatzwachstum und hohem Marktanteil. Später kann dieser Preis gehalten, gesenkt oder erhöht werden. Durch die geringen Preise können Konkurrenten abgeschreckt werden (Schaffung einer Markteintrittsbarriere), wodurch auch die spätere Preiserhöhung möglich wird.

Eine revolutionäre Preisabfolgestrategie im Handel entwickelte Edward Filene in seinem 1909 gegründeten Bostoner Warenhaus, das „Automatic Mark Down System“: Das Preisetikett an jedem Artikel enthält den Tag seiner Einstellung in den Verkaufsraum. Je länger ein Artikel unverkauft bleibt, d. h. mit zunehmender Lagerdauer, wird sein Verkaufspreis (und damit seine Handelsspanne) systematisch reduziert, zunächst um 25 %, dann um 50 % und schließlich um 75 %. Gleichzeitig wandern die reduzierten Artikel ins Untergeschoss, weshalb diese Strategie auch „Basement System“ genannt wird.
Handelsunternehmen verfügen Hans-Otto Schenk zufolge außerdem über zahlreiche Möglichkeiten psychotaktischer und psychostrategischer Preispolitik. Beispiele sind die Preispräsentation, Preisoptik, Dauerniedrigpreis, Preisgarantie, cost-plus-System, Vergleichspreis, Bevorzugung bestimmter Endziffern, gebrochener Preis, Erzeugung neuer oder Beachtung bestehender Preiserwartungen.

## Wirtschaftliche Aspekte
Die Auswirkungen preispolitischer Entscheidungen lassen sich auf einem Markt schwer vorhersagen. Eine Lösung bietet die Preistheorie der Volkswirtschaftslehre. Danach gibt es auf einem vollkommenen Markt einen einheitlichen Marktpreis, so dass einzelne Anbieter keinen Preisspielraum besitzen. Das Gesetz von der Unterschiedslosigkeit der Preise von William Stanley Jevons vom Juni 1866 geht in diesem Zusammenhang davon aus, dass „...auf demselben offenen Markte zu irgend einem Zeitpunkt nicht zwei Preise für die gleiche Art von einem Gegenstand vorhanden sein können“. Die höchste Wettbewerbsintensität findet sich bei vollkommenem Wettbewerb, wo eine Vielzahl kleiner Anbieter um viele Nachfrager wirbt. Hier hat ein Anbieter, der seinen Preis verändert, sowohl mit Reaktionen der Nachfrager als auch der Konkurrenten zu rechnen.
Bei der Preispolitik ist zu entscheiden, an welcher ökonomischen Größe sie ausgerichtet werden soll. Demnach gibt es eine kostenorientierte Preispolitik auf Grundlage der Preiskalkulation, die nutzenorientierte stellt den Kundennutzen in den Vordergrund und die wettbewerbsorientierte berücksichtigt das Marktverhalten der Konkurrenten. Die taktische Preispolitik trifft Preisentscheidungen auf der Grundlage der aktuellen Marktentwicklung, wobei diese Entscheidungen als operative Entscheidungen vom Marketing-Management getroffen werden. Die strategische Preispolitik ist dagegen Aufgabe der Unternehmensleitung, die konstitutive Entscheidungen treffen muss.
Der Staat kann die unternehmerische Preispolitik durch Markteingriffe einschränken oder ganz verbieten, wenn es zu Marktversagen kommt; Preisstopps setzen dabei den Preismechanismus außer Kraft, Lohnstopps die Tarifautonomie. Preiskontrollen überwachen die unternehmerische Preispolitik.